# Provinz Ayopaya
Ayopaya ist eine Provinz im nordwestlichen Teil des Departamento Cochabamba im südamerikanischen Anden-Staat Bolivien.

## Lage
Die Provinz ist eine von sechzehn Provinzen im Departamento Cochabamba. Sie grenzt im Westen an das Departamento La Paz, im Süden an die Provinz Tapacarí, im Südosten an die Provinz Quillacollo, im Osten an die Provinz Chapare, und im Nordosten an das Departamento Beni.
Die Provinz erstreckt sich zwischen etwa 15° 48' und 17° 27' südlicher Breite und 66° 35' und 67° 27' westlicher Länge, ihre Ausdehnung von Westen nach Osten beträgt bis zu 60 Kilometer, von Norden nach Süden 150 Kilometer.

## Bevölkerung
Die Einwohnerzahl der Provinz Ayopaya ist in den vergangenen drei Jahrzehnten nur geringfügig angestiegen:
| Jahr | Einwohner | Quelle       |
| ---- | --------- | ------------ |
| 1992 | 54 597    | Volkszählung |
| 2001 | 60 959    | Volkszählung |
| 2012 | 55 782    | Volkszählung |
| 2024 | 55 782    | Volkszählung |

45,8 Prozent der Bevölkerung sind jünger als 15 Jahre, der Alphabetisierungsgrad in der Provinz beträgt 58,8 Prozent. (1992)
47,5 Prozent der Bevölkerung sprechen Spanisch, 97,2 Prozent Quechua, und 13,1 Prozent Aymara. (1992)
89,5 Prozent der Bevölkerung haben keinen Zugang zu Elektrizität, 87,2 Prozent leben ohne sanitäre Einrichtung (1992).
85,1 Prozent der Einwohner sind katholisch, 13,5 Prozent sind evangelisch (1992).

## Gliederung
Die Provinz Ayopaya gliederte sich bei der letzten Volkszählung von 2024 in die folgenden drei Verwaltungsbezirke (bolivianisch: Municipios):
- 03-0301 Municipio Ayopaya – 21.717 Einwohner
- 03-0302 Municipio Morochata – 14.598 Einwohner
- 03-0303 Municipio Cocapata – 19.467 Einwohner

## Ortschaften in der Provinz Ayopaya
- Municipio Ayopaya
  - Independencia 1751 Einw. – Kami 1092 Einw. – Patiño Alto 909 Einw. – Villa Hermosa 617 Einw. – Tiquirpaya 511 Einw. – Listeria 431 Einw. – Angostura 298 Einw. – Calchani 276 Einw. – Chiñusivi 272 Einw. – Manzanani 224 Einw. – Chuchuhuani 195 Einw. – Sivingani 185 Einw. – Villa Pucara 184 Einw. – Quiraya 131 Einw. – Kuti Challani 113 Einw.

- Municipio Morochata
  - Chinchiri 958 Einw. – Morochata 584 Einw. – San Isidro 577 Einw. – Choro 487 Einw. – Totorani 407 Einw. – Kiri Kiri 395 Einw. – Pata Morochata 344 Einw. – Yayani Alto 325 Einw. – Piusilla 298 Einw. – Cochi Pampa 255 Einw. – Chivi Rancho 227 Einw. – Punacachi 167 Einw. – Pucarani Grande 150 Einw.

- Municipio Cocapata
  - Incacasani 678 Einw. – Falsuri 495 Einw. – Maravillas 481 Einw. – Cocapata 401 Einw. – Suchuni 368 Einw. – Tocorani 302 Einw. – Jatun Pampa 296 Einw. – San Cristóbal 296 Einw. –  Huayllas 227 Einw. – Jatun Rumi 219 Einw. – Kumara 217 Einw. – Rinconada 185 Einw. – Villa Vinto 175 Einw. – Chorito 171 Einw. – San Rafael 169 Einw. – Cotacajes 161 Einw. – Putucuni 157 Einw. – Calientes 125 Einw. – Tetillas 115 Einw. – Palta Cueva 92 Einw.